# Takashi Kanai
Takashi Kanai (jap. 金井 貢史 Kanai Takashi; ur. 5 lutego 1990 w Jokohamie) – japoński piłkarz występujący na pozycji obrońcy w japońskim klubie Sagan Tosu (wypożyczony z Nagoya Grampus).

## Kariera klubowa
W latach 2008–2012 występował w klubie Yokohama F. Marinos. Następnie był piłkarzem Sagan Tosu, JEF United Ichihara Chiba i ponownie Yokohama F. Marinos.
25 lipca 2018 podpisał kontrakt z Nagoya Grampus. 15 sierpnia 2019 został wypożyczony do japońskiego klubu Sagan Tosu, umowa do 31 stycznia 2020.